# 臨時列車
臨時列車（りんじれっしゃ）とは、なんらかの需要に応じて特定の日または定められた期間に運転される列車である。反対の概念は定期列車。

## 日本の臨時列車

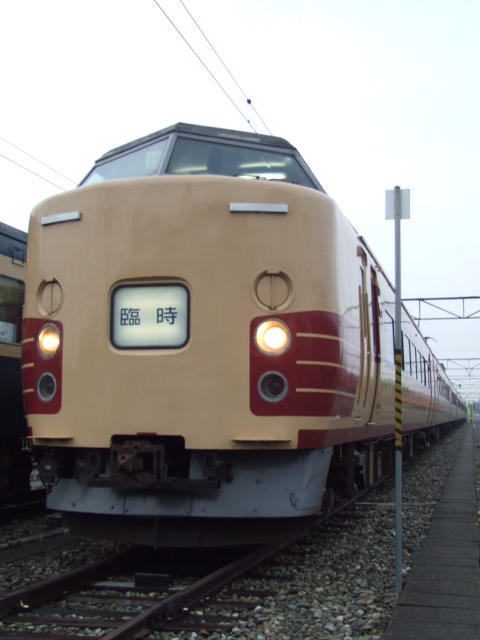
「臨時」の表示を掲出しているJR東日本の183系電車

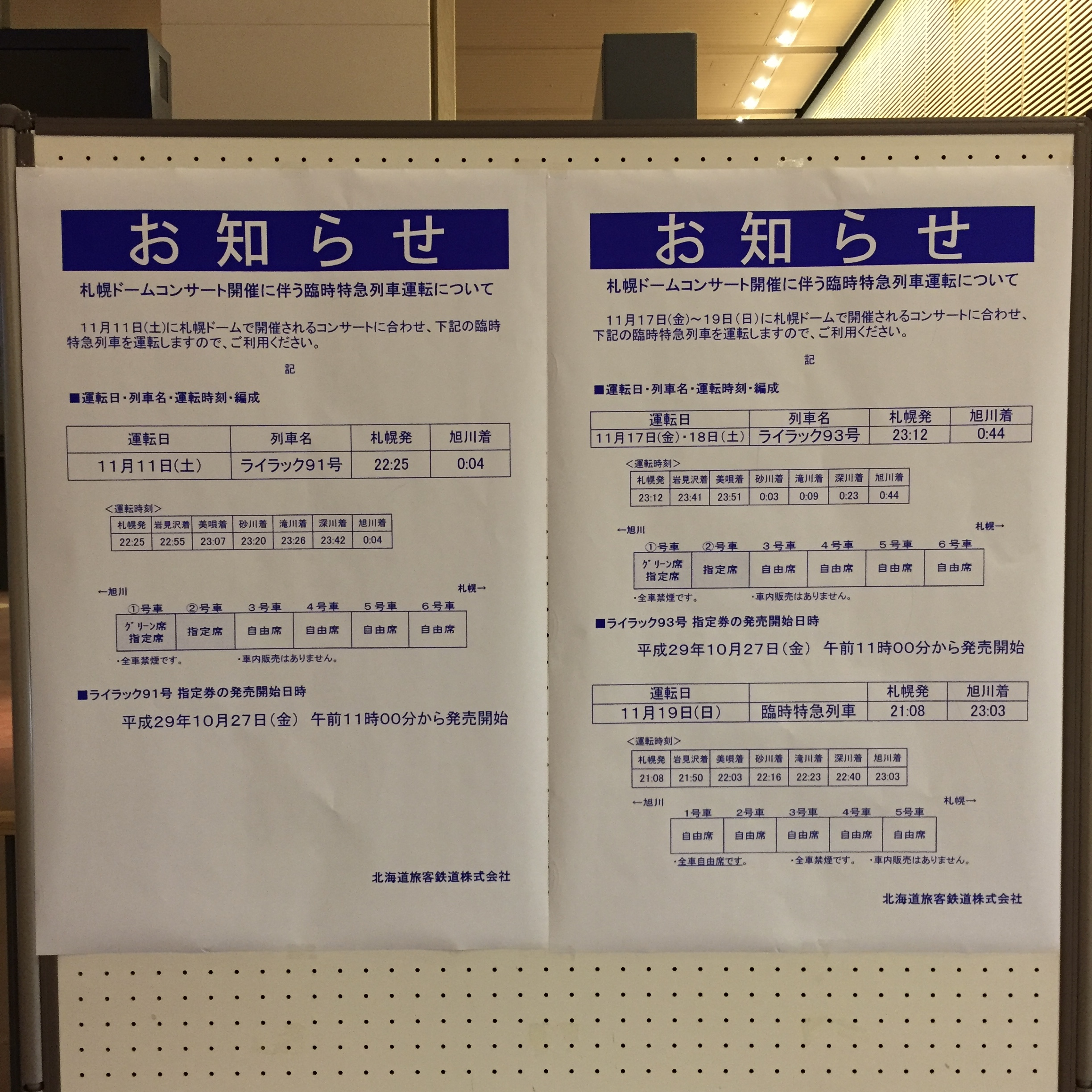
札幌ドームで開催されるコンサートに合わせて増発された臨時特急「ライラック」の運行スケジュール（旭川駅、2017年11月）

時期による需要の変動に対応し、定期列車で捌ききれない旅客や貨物を輸送するために臨時に運行される多客臨時列車（増発列車）と、宗教団体やパッケージツアー、修学旅行など、大口の団体によって貸し切られて臨時に運行される団体専用列車とに大きく分けることができ、きっぷのルール上はお召し列車も団体臨時列車の一種となる。ただし、単に「臨時列車」という場合には前者の多客臨時列車を指すことが多い。
なお近年流行の移動することより乗車そのものが目的となるような観光列車には多客臨時列車と団体臨時列車の双方があるので注意されたい。
旅客列車では、おもに年末年始、ゴールデンウィーク、お盆、長期休暇期などの行楽期、あるいは大きなイベント（祭、花火大会、ロック・フェスティバル、プロ野球やJリーグの試合など）開催時といった旅客が集中する時期に運転される。また、金曜日などの休日の前日は終電間際の乗客が増えることから、休前日限定の臨時列車を終電間際に運行する鉄道事業者もある。さらに運転される特定の曜日がない隔日運転の場合も臨時列車の扱いとなる。ただし団体列車、特に修学旅行列車の場合は輸送力に余裕のある閑散期に運転されることが多い。
運行する鉄道事業者はJRが中心だが、JR以外の私鉄等は、沿線に大きな競技施設がある西武鉄道や阪神電気鉄道（以上野球）、および京王電鉄、京阪電気鉄道（以上競馬）などで運転されることが多い。
定期列車が臨時に運転区間を延長する場合、延長区間については臨時列車の扱いとなる。
国鉄分割民営化後は増発列車と呼ばれることも多く、東日本旅客鉄道（JR東日本）・九州旅客鉄道（JR九州）の公式発表では増発列車の用語を使用している。また、JTBパブリッシングや交通新聞社発行の時刻表表紙の見出しでは1990年ごろを境に臨時列車から増発列車という表現に代わっているが、交通新聞社版は2006年ごろから、再び臨時列車が使われる傾向も見られる。

### 運行形態
臨時列車は基本的に線路が空いている時間を縫って運行される。このため一般には同一区間の定期列車よりも表定速度の遅い（所要時間の長い）列車が多い。また、定期列車とは車両や編成内容が異なる場合もある。
また定期列車に突発的に乗客が集中した際や、台風等含む災害や事故などが発生した際に緊急に増発される臨時列車もあり、救済臨時などと呼ばれる。これは時刻表に記載されず、路線バスの続行便に近い存在といえる。この場合、普通車は全車両自由席として運転されることが多い。近年では、2008年11月30日に新幹線0系電車の定期運用最終列車となった「こだま659号」の救済臨時列車として、500系を使用した「こだま697号」が運転された例がある。

#### 予定臨時列車
ダイヤを作成する時点で定期列車と同様に運行時刻を定めている列車のことを予定臨時列車といい、特にある季節において定期的に運転される列車を季節列車と呼ぶ。
需要の変動が予想可能な場合に設定される。あらかじめ優等列車の待避や単線区間でのすれ違いなどを考慮してあるため、所要時間が延びやすい問題を解消できるが、線路輸送容量に余裕のない区間では予定臨時列車の設定により定期列車の待避やすれ違い待ちが増えたり、定期列車の時刻を若干前後させたりしなければならない（その場合は時刻表などで告知される）などの欠点がある。予定列車の運転日以外には同じダイヤで団体列車などが運行される場合もある。特定の曜日や時期に運行されることが多いので、おおむね定期列車に準じている。
上野駅 - 札幌駅間の寝台特急「カシオペア」や大阪駅 - 札幌駅間の寝台特急「トワイライトエクスプレス」(いずれも現在は運転されていない)、一部のホリデー快速、多くの観光列車がこれに含まれる。

#### 季節列車・季節ダイヤ
時季により利用者数が変動する区間では運転期間を限定した列車が設定される場合があり、その列車を季節列車と呼ぶ。運転期間中は定期列車と同様に運転され、優等列車の本数統計などでは定期列車に含められる。2015年度のダイヤでは、上越線水上駅 - 越後中里駅間などで見られる。なお、1968年10月改正で季節列車と改称される以前は不定期列車と呼ばれていた。日本国有鉄道（国鉄）時代は季節列車と臨時列車の区別ははっきりしていたが、JR化以降両者の区別は曖昧になってきており、2000年代以降では両者ともに「増発列車」と呼ばれることも多い。
また、過去には季節により運行ダイヤそのものを変更させる場合もあった。
国鉄・JRの房総各線では1961年（昭和36年）より海水浴客が集中する夏休みの期間（約40日間）に「夏ダイヤ」を設定、総武緩行線を含めた千葉鉄道管理局（→JR東日本千葉支社）管内のダイヤを組み替え、他管理局からの車両借り入れやダイヤ改正用早期落成車の一時転用により増発を行なった。1972年（昭和47年）の総武快速線開業以降は特急列車増発や快速「青い海」「白い砂」として快速列車の延長運転（内房線君津駅 - 千倉駅間、外房線大原駅 - 安房鴨川駅間）を実施していた。これらの列車にはヘッドマークを装着するなど力を入れていたが、高速バス網の整備や東京湾アクアライン開通などによる乗客動向の変化、海外旅行の一般化などのレジャー志向の変化により1998年（平成10年）をもって廃止された。
国鉄やJR以外にも、京王電鉄が2006年まで京王線系統の春と秋の土曜・休日ダイヤに「シーズンダイヤ」を、京浜急行電鉄が1995年まで7月 - 8月の一定期間の休日に「夏季休日ダイヤ」を、京阪電気鉄道が2003年秋の土曜・休日と2004年5月1日に「休日特別ダイヤ」を、樽見鉄道が2005年まで観桜シーズンに「桜ダイヤ」を設定するなど、同様のダイヤ設定を行う事業者が見られた。
祭礼やイベントなどで長時間にわたり多客が見込まれる場合、通常ダイヤに臨時列車を追加する形ではなく、臨時にダイヤを編成して運行する例が存在する。具体例としては、花火大会開催時、年末年始、国際博覧会の開催期間中などが挙げられる。

#### 運転期日
曜日や沿線でのイベントなどを考慮し、数か月後まで運行計画が立てられる。JRの臨時列車の運行計画は原則として1月・5月・8月・10月の年4回、全社一斉に発表される。なお、臨時列車運行上の「春」は3 - 6月、「夏」は7 - 9月、「秋」は10 - 11月、「冬」は12 - 2月 であり、6月は春に、9月は夏に区分され、春が4ヶ月間となる代わりに、秋が2ヶ月間となっている。
国鉄時代は不定期・季節列車には運行時期が一定の繁忙期に指定されたものがあり、時刻表での案内で「運行期日A」・「運行期日B」が表記された。この時期区分は期間は異なるが、快速急行→急行を含む東武日光線特急や小田急ロマンスカーでも採用している。
なお、九州旅客鉄道（JR九州）は、「ゆふいんの森」の1年分と「A列車で行こう」・「海幸山幸」の半年分の運行日程をまとめて発表している。
また、通年にわたり定期的に運転される臨時列車も存在する。
例えば、寝台特急「カシオペア」や「トワイライトエクスプレス」では、所定の編成が少ないため定期列車として運行できず、曜日を指定して運行していた。
毎日運転されていながら臨時扱いという列車もある。代表的な例として「リゾートしらかみ」（冬季除く）、新高岡駅停車の「かがやき」が挙げられる。
また、旅客需要を調べるため長期的に臨時列車を毎日運転する路線がある。
過去には、1970年代では高度経済成長を反映して定期列車だけでは需要に追いつかなかったため、増発という名目で「雷鳥」や「みどり」など、特急列車の「毎日運転の臨時列車」が設定され、当時の臨時列車の号数であった50番台に対して70番台の号数が充てられた。なお、これらの列車は次回のダイヤ改正で定期列車化された。
また、九州新幹線の部分開業時にも、需要予測の不確実さを踏まえて、一部の「つばめ」・「リレーつばめ」が臨時列車として設定されたが、予想を上回る需要に支えられて毎日運転のまま推移し、開業から1年半ほどで定期列車に組み入れられた。
これを全国規模で実施した例としては1985年3月14日国鉄ダイヤ改正で登場した「α（アルファ）列車」があった。
2015年3月14日現在では、奥羽本線・弘前駅 - 大館駅間の日中に毎日運転の臨時普通列車 と陸羽東線・鳴子温泉駅 - 新庄駅間の21時台の臨時最終列車が設定されている。
東海旅客鉄道（JR東海）管内では、三重県内の一部路線の臨時列車と美濃太田発多治見経由名古屋行き「ホームライナー太多」（いずれも列車番号は8000番台）は、2009年3月14日の改正で定期列車に統合された。九州旅客鉄道（JR九州）でも、2009年3月13日の時点で設定されていた毎日運転の臨時列車（平日のみを含む。列車番号は8000番台）のほとんどが、翌14日の改正で定期列車に統合された。 この改正では、宮崎空港線・南宮崎駅 - 宮崎空港駅間と鹿児島本線の市来発川内行きの臨時列車が設定されたが、2013年3月16日の改正で定期列車に格上げされた。
営業列車ではないが工事列車の回送や資材を運ぶ配給列車などが「毎日運転」の臨時列車として多数設定されている。現場の判断で弾力的に運転、運休が変更できるほか、日によって運転方向が異なるといった条件を吸収するのに都合がよいためである。
ただし、平日と休日などで異なるダイヤを組む場合には、平日のみ・休日のみ運行される列車などについても定期列車に分類する。

#### 列車番号について
国鉄では列車番号のうち、6000・7000番台を季節列車、8000・9000番台を臨時列車に割り当てていた。民営化後は列車番号の管理方法が変更され、事実上8000番台が季節列車（予定臨時列車）、9000番台が臨時列車（設定臨時列車）となり、6000・7000番台を使用していない会社もある。JR九州では6000番台も定期列車に割り当てている。
なお、東北地方太平洋沖地震（東日本大震災）に伴う暫定ダイヤを実施している路線でも、2012年3月16日までは7000・9000番台を使用していた。仙石線の陸前小野駅・矢本駅 - 石巻駅間においては、全線復旧前日の2015年5月29日まで7000番台が使われていた。
過去には、以下のように割り振られていた。
- 戦前は1000番台を不定期列車に割り当て。
- 戦後は1000番台が連合軍専用列車に充てられたため、2000・8000番台を割り当て。2000番台は当時の車両や燃料の不足を反映した運転日を未定とした列車で、後に車両・燃料事情が好転してくると定期列車に格上げされるようになった。8000番台は復員列車に充てられ、原則は毎日運転で一般乗客の利用も可能であるが、復員船入港により復員輸送の必要が発生した時は一般乗客の利用を制限した。
- 1964年改正以前は1000番台が不定期列車、3000番台以上が臨時列車に割り当てられていた。
- 1968年10月改正以前は3000番台が不定期列車に割り当てられていた。なお、これ以前には季節列車は不定期列車と称していた。

#### 運行経路
海水浴やスキーのシーズンなど、通常は旅客の流動が少ない経路・区間であっても時期によって大きな需要が発生する場合があり、定期列車では見られない経路を走行する臨時列車も運行される（「シュプール号」など）。
また、時代背景やイベント性によってダイヤ設定される臨時列車も少なくない。その一例として1967年から1972年に、「ことぶき周遊券」を利用する新婚旅行客用として大阪駅 - 宮崎駅間を一等寝台車（のちのA寝台）のみで組成された臨時急行「ことぶき」が運転されていた。観光地として（とりわけ、新婚旅行先としての）宮崎県への旅行客が多かった時代とされている。

### 臨時列車の例

#### レジャーと臨時列車
1960年代後半、好景気と所得倍増計画などによりレジャーの多様化が進んだ。その結果、国鉄も季節ごとのレジャーに対応した臨時列車の設定を行った経緯がある。また、レジャーシーズンの臨時列車には特徴的な愛称を使う列車が多数存在した。
「○○ビーチ」「○○マリン」など
「マリンブルーくじらなみ号」のように、海をイメージさせる愛称。海水浴シーズンに運転され、快速列車などに多く設定されていた。類例として、1980年代から1995年には小田急電鉄でも新宿・唐木田駅→片瀬江ノ島駅間に江の島海岸への観光のため「サマービーチ」号や「湘南マリンエクスプレス」といった臨時列車を運転していた。
○○銀嶺
全車指定席もしくは指定席主体の臨時特急・急行列車。○○には定期列車名が入る（「あさま銀嶺」・「あずさ銀嶺」など）。なお、特急「ふじさん」の前身列車である特別準急「銀嶺」は関係はない。
○○スキー（スケート）
全車自由席もしくは自由席主体の臨時急行・快速列車。○○には定期列車名もしく行先が入る（「ざおうスキー」・「小出スキー」など）。なお列車名のついていないスキー客向けの臨時列車は、1927年（昭和2年）から運行が始まり日中戦争が激化した1937年（昭和12年）12月に廃止が決定されるまで上越線方面へ向けて盛んに運行されていた。
シュプール号
北海道と四国を除く日本全国の主要都市から各地のスキー場へ向けて、国鉄が1986年に運行を開始した臨時列車。スキーバスに対抗すべく運行をキャンペーン的に取扱った企画列車でもあった。しかし、スキー人口の減少に伴い利用客が減少したことから運転規模は次第に縮小し、2006年度に廃止された。詳細は当該項目を参照のこと。
2000年代以降ではバスツアーの増加やスキー人口の減少により在来線のスキー列車は壊滅状態だが、JR東日本ではスキー場への日帰りをセールスポイントとした上越新幹線・北陸新幹線へのシフトが好調であり、冬季に臨時列車を運行している。割引乗車券なども多数設定され、さらにJR東日本のグループ会社が運営するガーラ湯沢スキー場へ直結するガーラ湯沢駅を設置している。

#### リゾートと臨時列車
いわゆるリゾート地への旅客輸送を念頭に置いた臨時列車としては、国際的避暑地である軽井沢を目的地とするものが代表的であった。特急「あさま」や急行「信州」・「妙高」の増発に加え、1968年7月20日からは日本初の季節特急「そよかぜ」を東京駅 - 中軽井沢駅間で運転。また、高級別荘地ということで全車グリーン車で組成された客車急行「軽井沢グリーン」も存在した。これについては、信越本線長野以南優等列車沿革も参照されたい。
また1985年に登場した「アルファコンチネンタルエクスプレス」でリゾートと鉄道との密接な関係を築いた。車内施設は列車の主要目的地であった「アルファリゾート・トマム」（トマム駅隣接）が運用し、在来のキハ56系気動車を改造してアメニティを大幅に改善、独自の空間を提供した。その後の「フラノエクスプレス」「トマムサホロエクスプレス」「ニセコエクスプレス」「クリスタルエクスプレス トマム & サホロ」などもヒットし、リゾートと臨時列車を融合させることに成功させた。
これによりお座敷列車（和風客車）など団体列車としての利用が中心であったジョイフルトレインの形態に変化が見られ、JR各社にも大きな影響を与えた。JR移行後はジョイフルトレインを使用しほぼ定期的に運転される臨時列車も少なくない。

#### スポーツと臨時列車
スポーツ競技が開催される際には、最寄り駅を抱える路線では臨時列車が運転されることが多い。人気競技であれば数万人規模の集客があり、増大した輸送需要に対応するためである。特に私鉄においては、鉄道会社が所有するプロ野球球団が複数あるように、営業面から積極的に施設やプロ団体を誘致する例が見られる。輸送のための駅や路線を設置する場合もあり、臨時列車の運転も多い。
スポーツによる臨時列車が運行される主な路線の例（路線名の横は主要施設）
- プロ野球
  - 阪神本線 - 阪神甲子園球場
  - 西武狭山線・池袋線および相互直通各線 - 西武ドーム（ベルーナドーム）
  - JR仙石線 - 宮城球場（楽天モバイルパーク宮城）
  - Osaka Metro長堀鶴見緑地線 - 大阪ドーム（京セラドーム大阪）
  - 神戸市営地下鉄西神・山手線 - 神戸総合運動公園野球場（ほっともっとフィールド神戸）
  - 名古屋市営地下鉄名城線 - ナゴヤドーム（バンテリンドームナゴヤ）
  - JR山陽本線・呉線・可部線 - MAZDA Zoom-Zoom スタジアム広島
  - JR千歳線 - エスコンフィールドHOKKAIDO
- サッカーJリーグ及びFIFA（国際サッカー連盟）主催サッカー国際試合
  - JR鹿島線・鹿島臨海鉄道大洗鹿島線 - 茨城県立カシマサッカースタジアム ※鹿島サッカースタジアム駅に臨時停車する。
  - 埼玉高速鉄道線 - 埼玉スタジアム2002
  - 京王線 - 東京スタジアム（味の素スタジアム）
  - JR横浜線 - 横浜国際総合競技場（日産スタジアム）
  - 大阪高速鉄道大阪モノレール線 - 市立吹田サッカースタジアム（Panasonic Stadium Suita）
  - 神戸市営地下鉄海岸線 - 御崎公園球技場（ノエビアスタジアム神戸）
  - アストラムライン - 広島広域公園陸上競技場（エディオンスタジアム広島）
  - JR長崎本線 - 鳥栖スタジアム（駅前不動産スタジアム）
- 中央競馬
  - 京王線・競馬場線・JR南武線・武蔵野線 - 東京競馬場※京王線は、府中競馬正門前駅からの臨時列車の他、東府中駅に特急・準特急が臨時停車する。
  - 京阪本線 - 京都競馬場
  - 名鉄名古屋本線 - 中京競馬場
  - 阪急神戸本線・阪急今津線 - 阪神競馬場
  - JR武蔵野線・京成本線 - 中山競馬場※東中山駅に特急が臨時停車する。
  - 北九州高速鉄道小倉線 - 小倉競馬場
- 競輪
  - 南海本線 - 岸和田競輪場
  - 近鉄京都線 - 奈良競輪場※平城駅に急行が臨時停車する。
- 競艇
  - Osaka Metro南港ポートタウン線・四つ橋線 - 住之江競艇場
  - JR呉線・JR山陽本線・広島電鉄宮島線 - 宮島競艇場※広電宮島線は宮島ボートレース場駅に臨時停車する。但し2020年の新型コロナウイルス感染拡大に伴う無観客開催措置実施時を除く[13]。
  - JR筑豊本線 - 若松競艇場※ただし、時刻表非掲載の臨時列車がほとんどである。

#### 大学の入学試験と臨時列車
大学入試（大学入試センター試験など）は場所によっては市街地から離れた場所で実施する場合がある。会場には多くの受験者が向かうために主要駅から最寄り駅までの臨時列車が往復設定される。
一例として
- 福島大学でのセンター試験 JR東日本東北本線福島駅 - 松川駅間（福島大学の最寄り駅は金谷川駅だが、折り返し設備がないため隣の松川駅まで運転される）
- 鳥取大学での二次試験 西日本旅客鉄道（JR西日本）・智頭急行（鳥取大学前駅発着の臨時特急「ビクトリーはくと」を運行していた）

#### 祭り・行事と臨時列車
沿線での行事や伝統的な祭りが開催される場合でも臨時列車を運転する場合がある。
一例として
- 東日本旅客鉄道東北本線では、仙台初売りに合わせ仙台駅に5時台の早い時間帯に到着するような臨時列車が運行される。
- 毎年8月15日に開催される諏訪湖祭湖上花火大会、9月上旬に開催される全国新作花火競技大会では、中央本線などJR東日本長野支社管内で多数の臨時列車が設定される。
- 毎年9月1日-3日に開催される越中おわら風の盆では、9月1日から4日までJR西日本の高山本線で特別ダイヤが組まれる。また、2003年から2010年までは大阪駅、金沢駅などから会場最寄駅となる越中八尾駅へ直通する臨時特急列車「おわら」が運転されていた。
- 祇園祭や京都学生祭典開催日に臨時列車を運転 - 京都市営地下鉄
- 鞍馬の火祭での臨時列車の運転 - 叡山電鉄（臨時ダイヤを実施）
- 秩父鉄道では、秩父夜祭の際、臨時電車を運転している

#### イベント列車
旅客輸送を主眼としない列車として、鉄道ファン向けの列車や「○○線開業××周年記念号」などといった「イベント列車」がある。代表的なのがリバイバルトレインで、かつて国鉄時代に運転されていた愛称や車両を用いて運転される。このような列車では「乗車証明書」が発行される場合が多く、それを目当てに乗車するファンも多い。またジョイフルトレインや旧形客車など、乗車機会の少ない車両を使用することも多い。
東武鉄道では、臨時列車を運転する際に専用車両が存在しており、2018年までは1800系電車（1819編成）がそれに該当した。2011年には「東武野田線100周年号」などがあった。
蒸気機関車牽引列車（SL列車）やトロッコ列車など、観光客誘致のための臨時列車もある。蒸気機関車牽引列車は1976年に運転を開始した大井川鐵道を筆頭に、山口線の「SLやまぐち号」、磐越西線の「SLばんえつ物語」、秩父鉄道線など、週末を中心に運転されている。
普段はその路線において使用されることがない車両が使用されることが多いため、乗車目当ての「乗り鉄」以外にも撮影目的の撮り鉄にも注目される列車であることが多く、運転日には沿線に多数の鉄道ファンが集まる光景もよくみられる。特に、SL列車運転時は鉄道ファンのみならず沿線住民にとっても注目されるため、沿線や駅に物凄い数の人が押し寄せることもあり、JR社員・警備員、場合によっては警察官までをも動員した警備が行われることもある。

## 中国の臨時列車

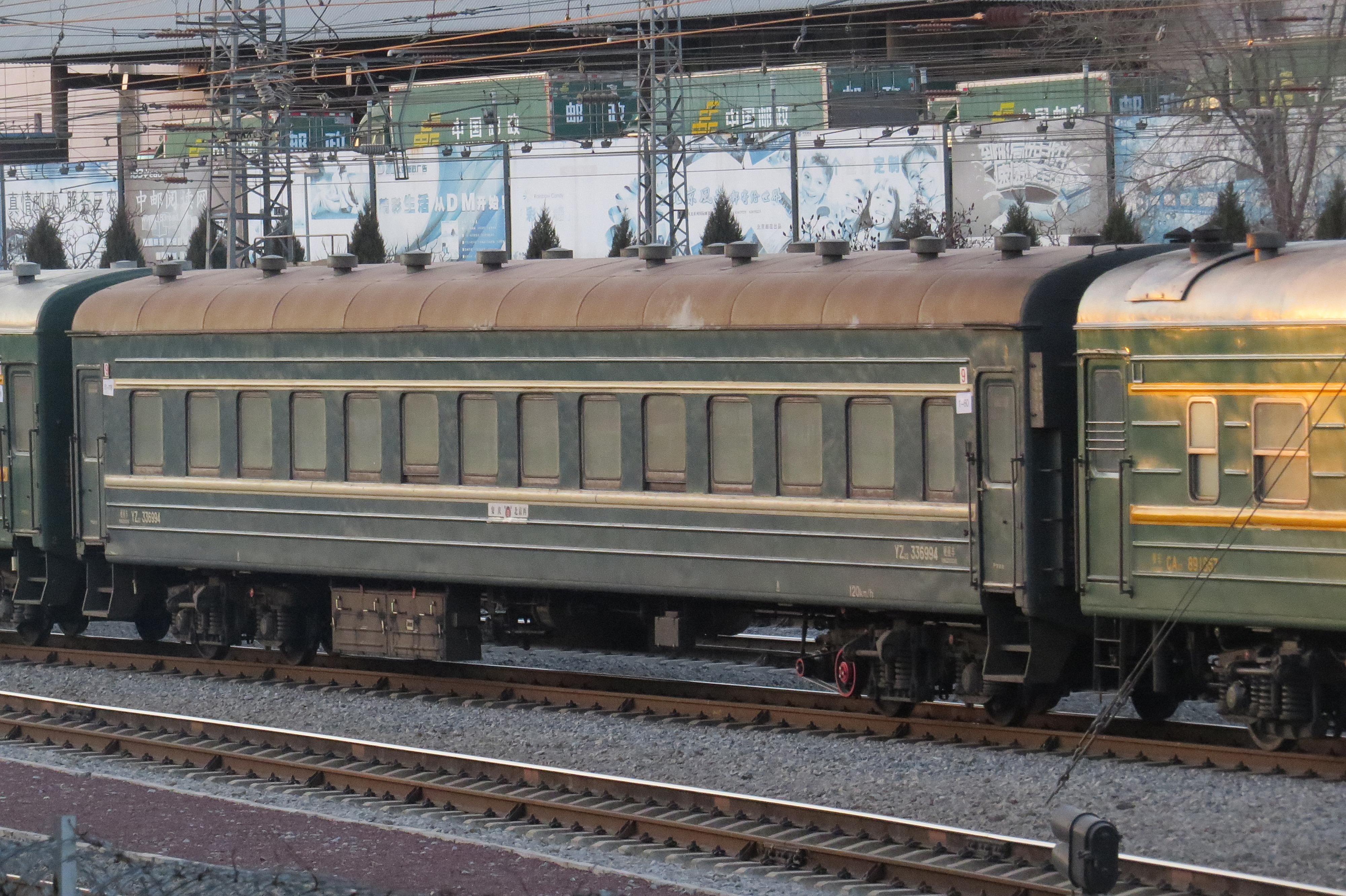
中国国鉄の3069次春運臨時列車（北京西駅-安慶駅）

中国では旧正月に当たる春節の特別輸送期間の臨時列車が有名である。春節特別輸送は1月の中旬から2月の中旬にかけて実施される。2006年、春節の期間に増発された臨時列車は1万4124本であった。また、2006年の春節特別輸送期間の利用客は、1日平均350万2000人（ピーク時には434万2600人）、利用客数の推計は1億4400万人と試算されている。